# 이임학
이임학(李林學, 영어: Rimhak Ree 림학 리[*], 1922년 12월 18일 ~ 2005년 1월 9일)은 한국 태생의 캐나다 국적 수학자이다. 리 군 이론에 관해 많은 업적을 남겼으며, 리 군의 일종인 이임학 군(Ree group)에는 그의 이름이 붙어 있다.

## 학력
- 1939 ~ 1944 경성제국대학 물리학과 졸업
- 1953 ~ 1955 브리티시컬럼비아 대학교 Ph. D

## 주요 경력
- 1946 ~ 1953 서울대학교 수학과 교수
- 1955 ~ 2005 캐나다 브리티시컬럼비아 대학교 교수, 명예교수
- 1963 ~ 2005 캐나다 왕립학술원 회원

## 생애 및 업적
함경남도 함흥 출신으로 함흥고등보통학교를 나와 1941년 경성제국대학 본과에 입학하였다. 당시 경성제국대학에 수학과가 없었으므로 물리학과로 진학하여 1944년 졸업하였다. 졸업 후 박흥식이 만든 조선비행기공업주식회사에 기술자로 취직하여 중국 봉천(현재의 심양)에서 제품을 검사하는 일을 하다가 광복을 맞이 하였다. 해방 후 휘문중학에서 교편을 잡다가 경성대학 수학과에 부임하여 강의를 하였다. 국대안에 반대하여 물러난 뒤 김일성종합대학의 초청으로 갔다가 서울대학교로 돌아오게 된다.
1947년 우연하게 남대문 시장에서 미군들이 버린 책 중에서 미국 수학회지(Bulletin of American Mathematical Society)를 발견하여 읽다가 미해결문제를 해결하여 막스 초른에게 편지를 보냈고, 막스 초른은 이를 이임학의 이름으로 미국 수학회지에 대신 투고하여 채택되었다. (Ree, Rimhak On a problem of Max A. Zorn. Bull. Amer. Math. Soc. 55, (1949). 575--576. ) 이 논문은 이임학의 첫 논문이다.
미국공보원(USIS)에서 Mathematical Reviews를 보다가 한 논문의 미비점을 지적하는 편지를 보냈는데 장학금을 주겠다는 답장을 받게 된다. 이를 계기로 1953년 캐나다 밴쿠버의 브리티시컬럼비아 대학교에 유학하여 캐나다의 첫 한국인 유학생이 되었으며, 예일 대학교에서 박사후 과정을 마친 후에 이 대학에 교수로 재직하며 유한단순군의 연구에 크게 기여하였다. 브리티시컬럼비아 대학교에서 박사 학위는 1955년에 받았으며, 지도교수는 스티븐 제닝스(Stephen Jennings)였다. 학위 논문의 제목은 〈Witt algebras〉였다.
북미에 머무르며 공부를 더 하고 싶어했지만, 대한민국 정부는 북한 관련 활동을 이유로 여권을 압수하고 국적을 박탈했다. 무국적자가 된 이임학은 캐나다 시민권을 취득하여 이후 2005년 사망할 때까지 브리티시컬럼비아에 머무르게 된다.
초른에 의해서 출판된 첫 논문부터 은퇴하기까지 총 32편의 연구 논문을 발표하였고, 그중에는 수학에서 최고의 권위를 자랑하는 수학연보에 실린 논문도 두 편이나 있다.
2015년 6월 미래창조과학부가 광복 70주년을 맞아 선정한 ‘과학기술 대표성과 70선’에 이임학의 리 군 이론이 1950년대 대표적인 성과로 선정되어 명예를 회복했다.

### 리군이론
리 형 군(Group of Lie type)의 일종인 군 2F4(22n+1)와 2G2(32n+1)은 그의 성을 따서 리 군(Ree Group)이라는 이름이 붙었다.
슈발레의 방법으로 구성된 군들이 조르당-딕슨의 고전 군들과 어떻게 연관되는지 밝히고 이들이 예상하는 성질을 지님을 증명했다. 나아가 1960년에서 1961년에 걸쳐 새로운 종류의 단순군들의 무한한 두 모임을 찾아내 자신의 이름을 따 ‘리 군(Ree Group)’이라 명명했다. 그 아이디어는 명쾌하면서도 대단히 효과적이어서 세계 수학계에 큰 반향을 일으켰다. 프랑스의 세계적인 수학자 다외도네(J. Dieudonne)는 그의 저서 ‘순수 수학의 파노라마’에서 군론을 근원적으로 창시한 21명의 위대한 수학자 중 한 명으로 이임학 교수를 꼽았다.
리 군(Lie Group)과 유사한 방식으로 정의한 유한군인 리 형 군(Group of Lie type)은 가장 유용한 유한군의 종류 중 하나로, 리 군(Ree Group) 또한 이들의 일부이자 유한단순군의 한 종류이다. 이임학의 리 군(Ree Group) 발견은 20세기 수학계의 가장 큰 프로젝트 중 하나였던 유한단순군의 분류에 큰 기여를 했을 뿐만 아니라, 현재까지도 유한군의 연구에서 중요한 역할을 하고 있으며 그 자체로도 관심의 대상이 되고 있다.
일본 이와나미 수학사전에도 그의 리 군 이론이 기록되어 있으며, 영국 수학 아카이브 수학사 사이트에도 한국인 수학자로 유일하게 이름이 올라 있다. 이임학 교수는 이러한 업적을 인정받아 1963년 40세의 젊은 나이에 캐나다 과학자의 최고 영예인 캐나다 왕립학회 정회원으로 선출되었다.

### 세계 학술지 인정 논문 발표
1946년 24세의 나이로 경성대(현 서울대) 수학과 교수가 된 그는 1947년경 남대문시장의 헌 책방에서 국제 수학 학술지인 Bulletin of American Mathematical Society를 구해 저명한 수학자인 막스 초른(Max Zorn)이 쓴 논문을 읽고 초른이 잘 모르겠다는 문제를 풀어 그에게 보냈다. 이 논문은 1949년 같은 잡지에 게재되었으며, 유명한 해석학자인 프린스턴 대학교의 Bochner 교수가 자기도 관심이 있었던 문제인데 풀렸다고 평할 정도로 좋은 논문으로 평가받았다. 한국 수학자로는 처음으로 세계 저명 학술지에 논문을 실었다.

### 수학교육
1946년부터 1953년까지 서울대학교에서 현대대수학 고급정수론 위상수학 등을 가르쳤다. 당시 미분적분학은 그랜빌 스미스 롱리의 영문판 교재를 사용했는데, 그 책의 편역판을 1948년 처음 출판했다. 그 후에도 ‘고등대수학’ ‘미분학’ ‘평면해석 기하학’ 등 대학 교재들을 직접 집필하고 여러 권의 번역서를 펴내는 등 황무지와도 같았던 해방 후 한국 수학교육계의 기반을 다지는데 크게 기여했다. 1953년 서울대를 그만두고 캐나다로 유학을 떠나 브리티시컬럼비아 대학교에서 제닝스 교수의 지도 아래 2년 만에 박사 학위를 받았다. 그 후 브리티시컬럼비아 대학교에 재직하며 1960년까지 총 16편의 논문을 발표하는 등 왕성한 연구 활동을 펼쳤다.

## 논문
- Paul Erdos, Rimhak Ree, The American Mathematical Monthly, Vol. 65, No. 10 (Dec., 1958), p. 782
- Alexander Oppenheim, Rimhak Ree, The American Mathematical Monthly, Vol. 65, No. 6 (Jun., 1958), pp. 452--453.
- Rimhak Ree, The Simplicity of Certain Nonassociative Algebras, Proceedings of the American Mathematical Society, Vol. 9, No. 6 (Dec., 1958), pp. 886--892.
- Rimhak Ree, Robert J. Wisner, A Note on Torsion-Free Nil Groups, Proceedings of the American Mathematical Society, Vol. 7, No. 1 (Feb., 1956), pp. 6--8 .
- Rimhak Ree, The Existence of Outer Automorphisms of Some Groups, Proceedings of the American Mathematical Society, Vol. 7, No. 6 (Dec., 1956), pp. 962--964.
- Rimhak Ree,Commutators in Semi-Simple Algebraic Groups, Proceedings of the American Mathematical Society, Vol. 15, No. 3 (Jun., 1964), pp. 457--460.
- Rimhak Ree, The Existence of Outer Automorphisms of Some Groups, II, Proceedings of the American Mathematical Society, Vol. 9, No. 1 (Feb., 1958), pp. 105--109.
- Rimhak Ree, Lie Elements and an Algebra Associated With Shuffles, The Annals of Mathematics, 2nd Ser., Vol. 68, No. 2 (Sep., 1958), pp. 210--220.
- Rimhak Ree, A Family of Simple Groups Associated with the Simple Lie Algebra of Type (G2), American Journal of Mathematics, Vol. 83, No. 3 (Jul., 1961), pp. 432--462.
- Rimhak Ree, On Some Simple Groups Defined by C. Chevalley, Transactions of the American Mathematical Society, Vol. 84, No. 2 (Mar., 1957), pp. 392--400.
- Rimhak Ree, On Projective Geometry over Full Matrix Rings, Proceedings of the American Mathematical Society, Vol. 6, No. 1 (Feb., 1955), pp. 144--150.
- Rimhak Ree, A Family of Simple Groups Associated with the Simple Lie Algebra of Type (F4), American Journal of Mathematics, Vol. 83, No. 3 (Jul., 1961), pp. 401--420.
- Rimhak Ree, Commutator Groups of Free Products of Torsion-Free Abelian Groups, The Annals of Mathematics, 2nd Ser., Vol. 66, No. 2 (Sep., 1957), pp. 380--394.
- S. A. Jennings, Rimhak Ree, On a Family of Lie Algebras of Characteristic p, Transactions of the American Mathematical Society, Vol. 84, No. 1 (Jan., 1957), pp. 192-207.
- Rimhak Ree, On Generalized Witt Algebras, Transactions of the American Mathematical Society, Vol. 83, No. 2 (Nov., 1956), pp. 510-546.

## 참고 자료
- 대한민국 과학기술유공자 홈페이지
- '리군'이론으로 세계수학사에 족적 남긴 한국의 위대한 수학자, 故 이임학 UBC 명예교수